# 電話 (レミオロメンの曲)
「電話」（でんわ）は、日本のロックバンド・レミオロメンのメジャー1作目（通算2作目）のシングル。

## 概要
- 前作「雨上がり」から3ヶ月ぶり、アルバム『朝顔』からの先行シングルにして、メジャーデビュー作品。
- オリコンチャート初登場29位を獲得。初のトップ30入りを果たした。

## 収録曲
| 全作詞・作曲: 藤巻亮太、全編曲: レミオロメン。 |                        |          |            |      |
| #                                              | タイトル               | 作詞     | 作曲・編曲 | 時間 |
| 1.                                             | 「電話」               | 藤巻亮太 | 藤巻亮太   | 5:30 |
| 2.                                             | 「タクシードライバー」 | 藤巻亮太 | 藤巻亮太   | 4:34 |
| 合計時間:                                      | 合計時間:              | 10:04    |            |      |

## 参加ミュージシャン
レミオロメン
- 藤巻亮太
- 神宮司治
- 前田啓介

サポートミュージシャン
- 吉田誠：Computer Manipulated

## 収録アルバム
- 朝顔 (#1,2)
- レミオベスト (#1)
- ハンマーソングス〜SPEEDSTAR RECORDS 15th ANNIV. COMPILATION〜 (#1)

## カバー
- 藤巻亮太 - 2019年4月3日リリースの「RYOTA FUJIMAKI Acoustic Recordings 2000-2010」で1曲目をセルフカバー。